# Simfonia núm. 3 (Skriabin)
La Simfonia núm. 3 en do menor (op. 43) d'⁣Aleksandr Skriabin, titulada Le Divin Poème (El poema diví), va ser escrita entre el 1904 i 1905 a Suïssa. Es va estrenar al Théâtre du Châtelet de París el 29 de maig d'aquell any dirigida per Arthur Nikisch.
La Tercera Simfonia va ser escrita a l'inici dels quatre anys que Skriabin va passar a Occident entre 1904 i 1908. El poema diví encarna una idea extramusical, representa l'evolució de l'esperit humà que, alliberat de les llegendes i misteris del passat que ha superat i enderrocat, passa pel panteisme i aconsegueix una afirmació alegre i estimulant de la seva llibertat i la seva unitat amb l'univers.

## Origen i context

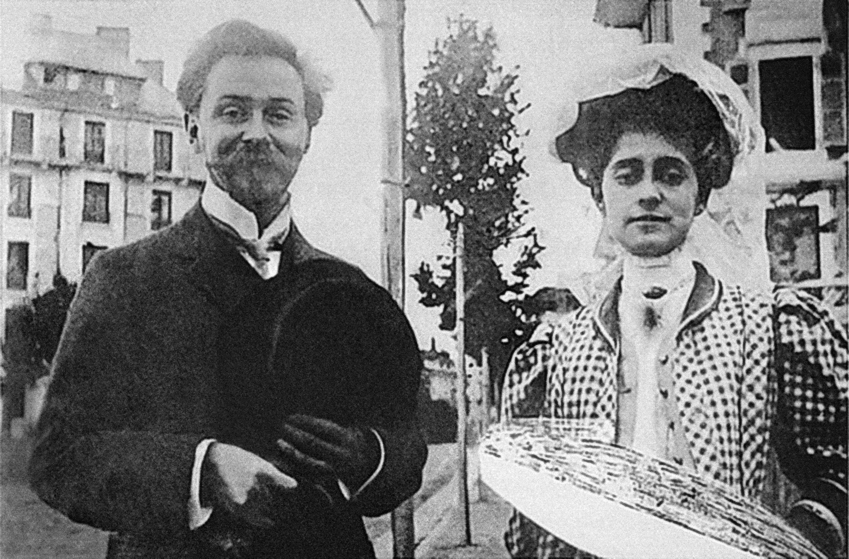
Skriabin i Tatiana Schlözer el 1909

La simfonia va ser escrita a Suïssa l'any 1905, després que el suport d'una acomodada alumna, Tatiana Schlözer, hagués permès a Skriabin abandonar la seva feina al Conservatori de Moscou, on havia ensenyat durant cinc anys, per poder dedicar-se durant un llarg període a la composició a l'estranger. Skriabin havia establert una relació amb Tatiana Schlözer després d'abandonar la seva dona. El "programa" literari d'aquesta obra va ser ideat per Tatiana i representava "l'evolució de l'esperit humà del panteisme a la unitat amb l'univers".
La trobada amb Tatiana Schlözer va canviar dràsticament la vida de Skriabin i el va portar a una ruptura amb la seva esposa, Vera Ivanovna. La sortida de Skriabin de la família sense la dissolució del matrimoni amb Tatiana Schlözer va ser percebuda de manera extremadament ambigua pels seus familiars, amics, coneguts, així com en cercles artístics i gairebé musicals.
El període de convivència amb Tatiana Schlözer va estar marcat per a Skriabin per concerts i activitats de gira, així com per un fort repunt creatiu. Va ser en aquesta època quan el compositor va crear el seu propi estil únic, va escriure les obres innovadores més importants, entre elles El poema de l'èxtasi i Prometeu. Al mateix temps, per a Skriabin, van ser anys de treball esgotador, i per a la seva nova família, anys de dificultats i penúries, inicialment associats a l'ambigu estat civil del compositor, i després de tornar a Rússia, amb l'esclat de la guerra.

## Estructura
La simfonia consta de quatre seccions, que segueixen sense pausa:

### Introducció
A la Introducció (marca de tempo: Lento), el tema principal apareix en els baixos contestats per les trompetes i reprès en els primers violins i instruments de vent-fusta.

### Luttes("Lluites")
El primer moviment comença amb el tema principal als violins que després prenen els baixos i progressivament va arribant al clímax. A mesura que s'apaga, apareix un tema semblant a un himne a les cordes apagades. La segona melodia segueix en els instruments de vent-fusta amb acompanyament de violins i baix, seguit d'un tema que recorda el Dresden Amen en un llarg tremolo, les trompetes donant el seu tema original, amb un acompanyament total. Després de la recapitulació apareix el tema principal a les trompes, els violins en acompanyament agitat. El tancament de la secció és vehement, desapareixent progressivament i conduint al segon moviment sense parar.

### Voluptés("Delícies")
Apareix una melodia lenta i tendra a les fustes i les trompes i més tard a les cordes, les trompetes repeteixen la seva crida en el primer moviment. Aquesta melodia, cada cop més apassionada, es trenca per un fort passatge a les trompes que finalment donen a l'uníson un compàs alegre, els baixos contesten la crida de la trompeta invertida, conduint al final.

### Jeu divin("Obra divina")
Amb un moviment animat de les cordes, les trompetes toquen una variació de la seva crida. Segueix una segona melodia en els oboès i els violoncels contra l'harmonia de les fustes i les trompes, que s'interromp sobtadament pel retorn de la primera melodia. Després del desenvolupament, torna l'episodi de les trompes a l'uníson i la trucada invertida de la trompeta. Cap al final es torna al tema principal del primer moviment i la secció acaba amb la llegenda i la crida a l'uníson.